# Tafonomía

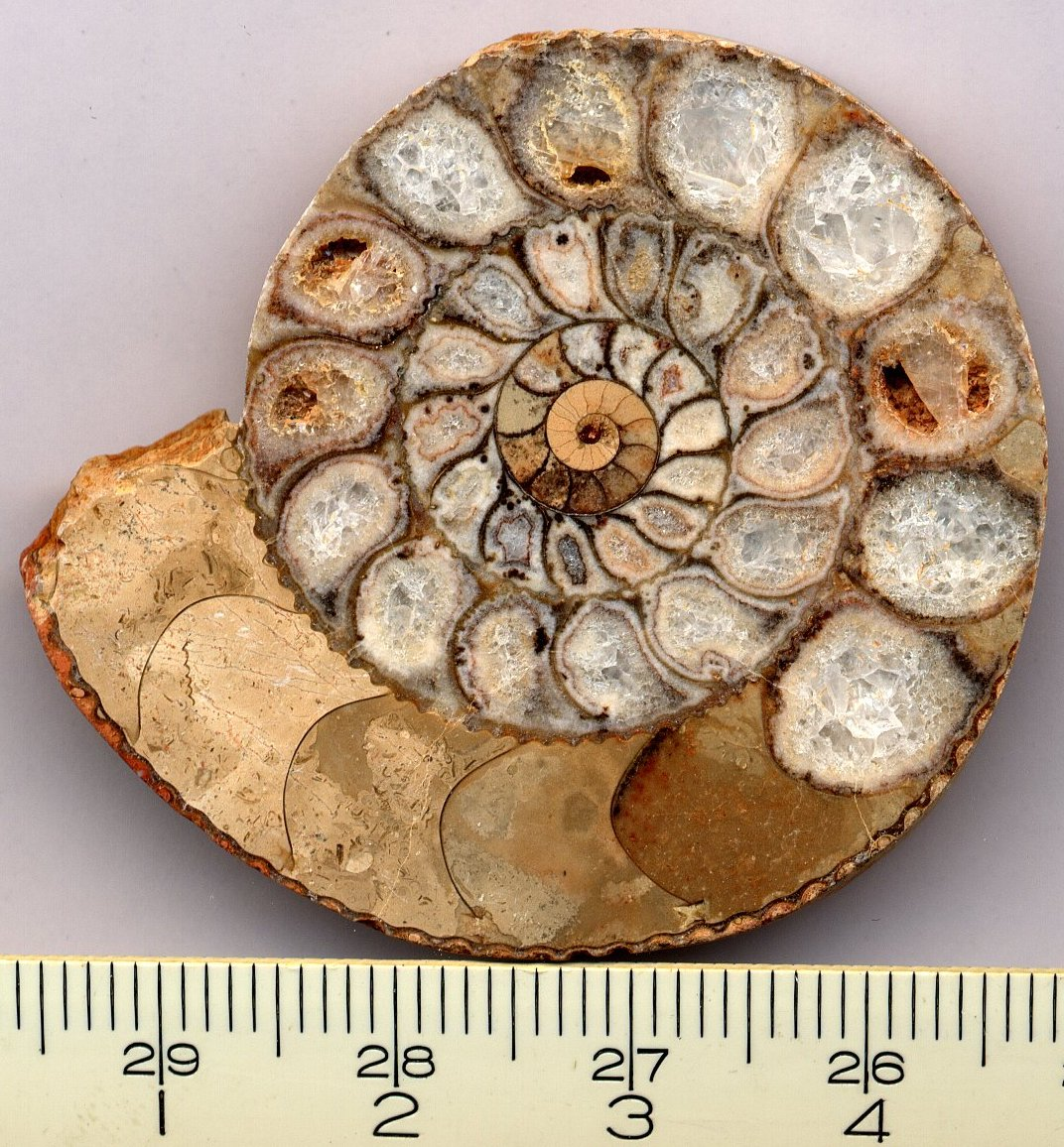
Sección de un fósil de ammonoideo mostrando las cámaras del fragmocono con diferentes rellenos sedimentarios y crecimientos minerales.

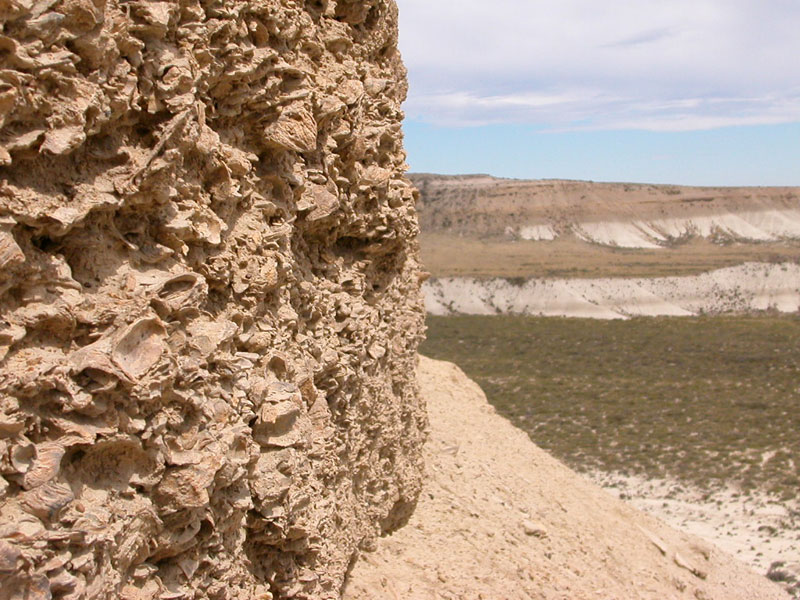
Acumulación de fósiles de un ambiente marino. Se observa una gran cantidad de restos fragmentados como producto del transporte experimentado.

La tafonomía (del griego «τάφος» taphos, ‘enterramiento’, y «νόμος» nomos, ‘ley’) es la parte de la paleontología que estudia los procesos de fosilización y la formación de los yacimientos de fósiles. Se puede servir de disciplinas como la ecología, la geoquímica, la sedimentología y otras. Junto a la paleobiología y la biocronología, la tafonomía es una de las tres divisiones de la paleontología.

## Introducción
El término tafonomía fue introducido por el paleontólogo ruso Iván Yefrémov en 1940 para describir el estudio de la incorporación de restos, señales o productos de organismos de la biosfera a la litosfera. La tafonomía se basa, por un lado, en la paleobiología y, por otro, en la estratigrafía y la petrología, entre otras disciplinas geológicas, son su trasfondo específico. En las últimas décadas del siglo XX la tafonomía se ha extendido e incorporado a otras disciplinas distintas a la Paleontología, tales como la arqueología o la antropología forense, como tafonomía arqueológica y tafonomía forense, respectivamente. La tafonomía humana comprende a los estudios tafonómicos sobre restos humanos, que trasciende a aquellos de interés forense. Del mismo modo, desde los años 1980 han crecido los estudios de tafonomía actualista, que persigue el objetivo de mejorar la comprensión de los fenómenos de fosilización a partir de la investigación de los procesos que afectan a los restos biogénicos en diferentes ambientes sedimentarios actuales.
La tafonomía abarca todos los procesos físicos, químicos y biológicos que actúan y actuaron en la formación de los fósiles, desde la muerte de los organismos o producción de un resto hasta su hallazgo en el yacimiento, extracción y preparación para su estudio. Incluye numerosos procesos tales como la descomposición, desarticulación, fragmentación, bioerosión, corrosión, abrasión y otros, así como los que suceden luego del sepultamiento, conocidos como fosildiagénesis.
Los fósiles encontrados en un estrato no tienen por qué proceder de organismos que coexistieron, ni compartieron el mismo ambiente e interactuaron. Incluso podrían haber vivido en diferentes edades geológicas. Los estudios tafonómicos nos pueden permitir analizar la historia y procedencia de los diferentes elementos de una asociación fósil, para ello hay que tener en cuenta todos los parámetros observables posibles, características de la matriz rocosa, rellenos, alteraciones, encostramientos, abrasiones, erosiones, mineralizaciones, deformación y rotura, posición y orientación, disgregación de partes, selección de tamaños, colonización, etc. Cuando en un mismo estrato se pueden distinguir agrupaciones de fósiles que comparten algunos de estos factores en común se pueden establecer «familias» tafonómicas con los restos que han compartido una historia común, lo que indicaría una evolución tafonómica compleja, y hay que estudiar, por tanto, cada agrupación separadamente.

## Fases tafonómicas

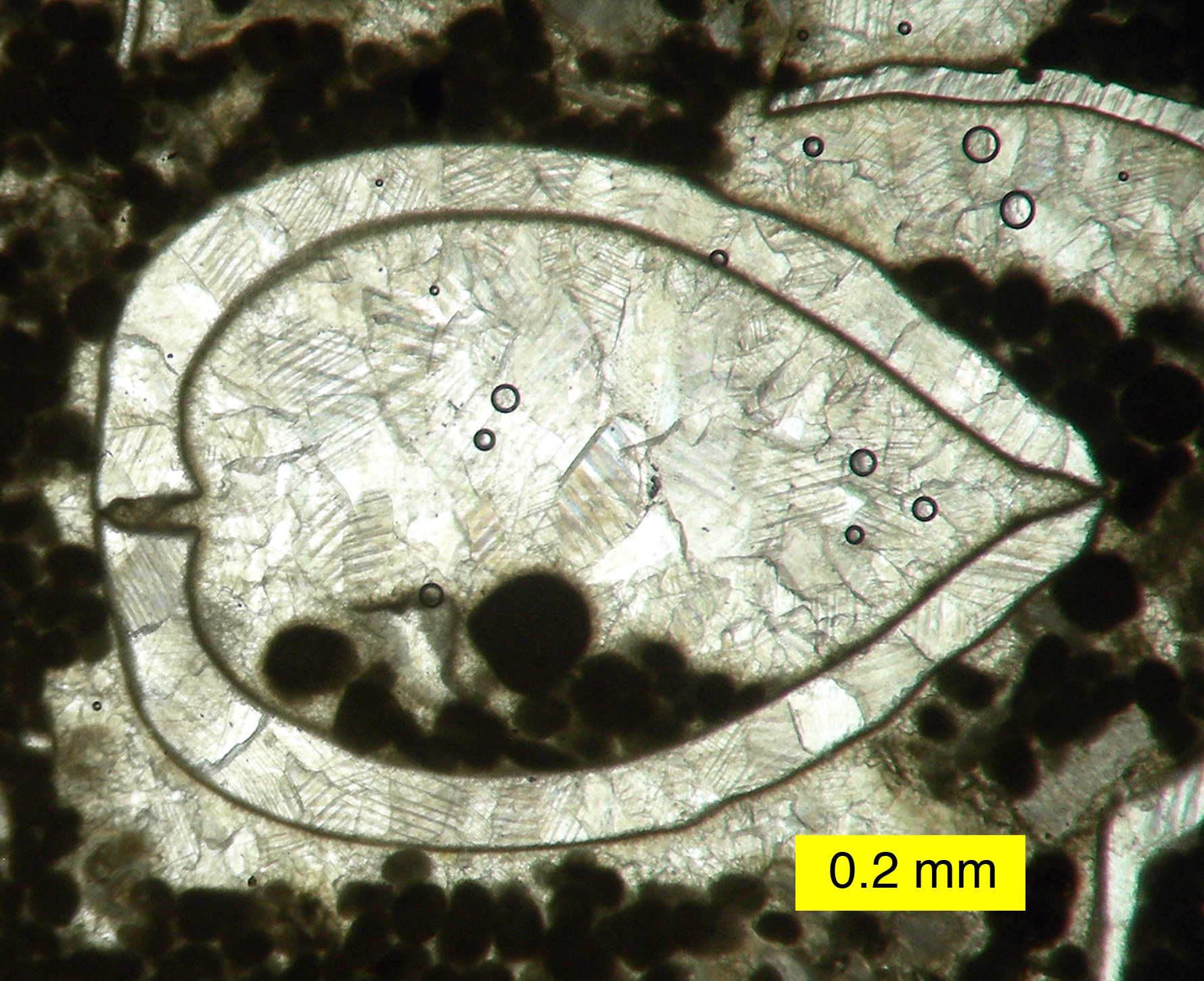
Sección de fósil de bivalvo carbonífero relleno con pellets y cemento de calcita. La posición de los pellets del relleno es un marcador geopetal (dirección hacia el centro del campo gravitatorio terrestre) que indica «abajo y arriba» y nos puede decir, por tanto, si el fósil ha sido reorientado (reelaborado) en la fase fosildiagenética, después de la cementación que los sella.

Los procesos tafonómicos se agrupan en dos fases:
- Bioestratinomía o fase bioestratinómica. Aquellos procesos que dan lugar a la producción o acumulación de restos o señales en el medio ambiente externo, previos al primer enterramiento o aislamiento del exterior. Incluye los procesos de descomposición, desarticulación, fragmentación, alteración, carroñeo, colonización, necrocinesis (que puede ser a muy grandes distancias), resedimentación (transporte lateral), etc.

Esta fase puede no tener lugar, como en el caso de organismos endobiontes —que pasan toda o parte de su vida enterrados—, que pueden fallecer o dejar señales de su actividad ya incorporados al sustrato.
- Fosildiagénesis o fase fosildiagenética. Procesos posteriores al enterramiento, entre los que encontramos procesos de descomposición (continuación de la fase anterior) y mecanismos de alteración tafonómica, por ejemplo cementación, disolución, relleno, permineralización, deformación (por simple compactación de los sedimentos o por acción tectónica), reelaboración (ciclos de exhumación del fósil o subfósil y nuevos enterramientos), etc. En estos procesos los fósiles pueden desaparecer o "multiplicarse" (una concha de molusco puede proporcionar calcos y moldes internos y externos); la mineralización puede favorecer la conservabilidad de un resto frágil en origen.

Algunos autores extienden el ámbito tafonómico a una tercera etapa previa a la producción, la necrobiosis, que abarca los sucesos que acontecen durante la agonía y las causas que conducen a la muerte de los organismos.

## Conceptos tafonómicos
Lo complejo del análisis tafonómico, como en otras disciplinas, exige un lenguaje específico, preciso, que exprese inequívocamente los conceptos involucrados y necesarios para las interpretaciones paleobiológicas, paleoecológicas, bioestratigráficas y paleogeográficas. Por otra parte, los fósiles no son los organismos que vivieron en el pasado, aunque fueran producidos directa o indirectamente por ellos, y destacar esta obviedad es crucial para evitar errores y falsas interpretaciones del registro fósil. A continuación se describen algunos conceptos usados en los análisis tafonómicos:

### Entidades
- Entidad paleobiológica: organismo o conjunto de organismos que vivieron en el pasado (para los organismos actuales el término equivalente es «entidad biológica»).
- Entidades tafonómicas:
  - Entidad producida: cualquier resto o señal producido por una entidad biológica o paleobiológica.
  - Entidad acumulada: cualquier entidad producida que se incorpora a la litosfera (el concepto no implica amontonamiento ni abundancia de restos).
  - Entidad registrada: cualquier entidad acumulada conservada en el registro geológico.

### Asociaciones
- Paleobiocenosis, conjunto de organismos que vivieron juntos (para los organismos actuales el término equivalente es «biocenosis»).
- Tanatocenosis, conjunto de restos de organismos que murieron juntos.[7]
- Necrocenosis, conjunto de restos de organismos que pueden proceder de diferentes tanatocenosis.[7]
- Tafocenosis, conjunto de restos o señales de organismos que fueron enterrados juntos (asociaciones enterradas).[7]
- Orictocenosis, conjunto de fósiles encontrados juntos (asociaciones fósiles).[7]

### Procesos

Los tres estados mecánicos de conservación tafonómica: acumulado, resedimentado y reelaborado.

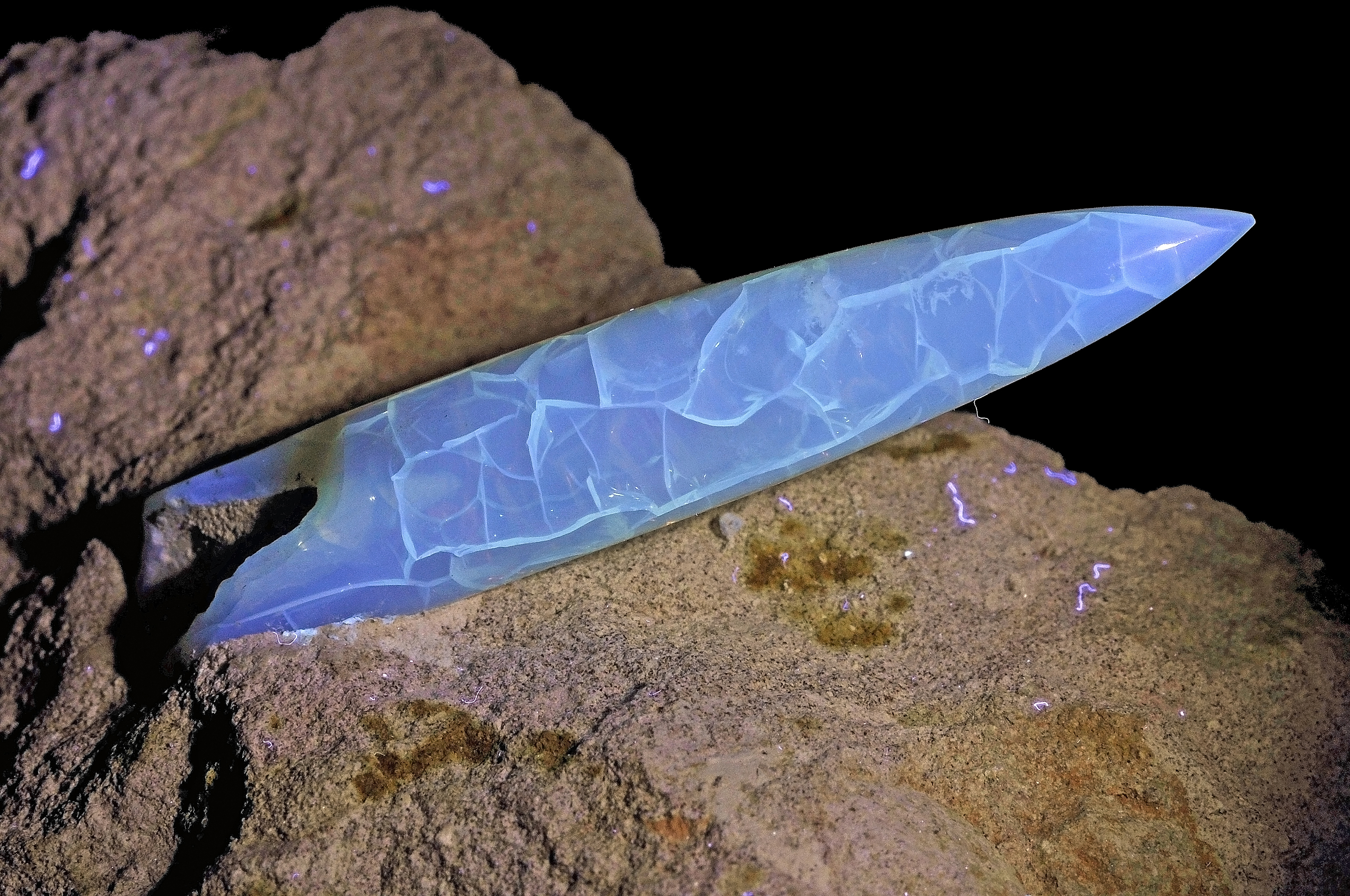
Producción tafogénica: réplica natural en ópalo del rostro de un belemnites, en el que el carbonato cálcico original se ha disuelto y el hueco ha sido rellenado por sílice (imagen con luz ultravioleta).

- Producción: formación de restos debidos a la muerte de un organismo o conjunto de organismos o a la realización de restos o señales debidos a la actividad biológica (polen, hojas caídas, exuvias, excrementos, rastros o pisadas, huellas de actividad alimentaria, bioconstrucciones, etc.).
  - Producción biogénica: cuando estos restos o señales se han producido por la actividad biológica (muerte o realización).
  - Producción tafogénica, producción secundaria o indirecta por la que a partir de un fósil preexistente se genera una entidad tafonómica nueva (por ejemplo cuando en un sedimento ya litificado se disuelve la concha de un bivalvo previamente enterrada, y el hueco así formado entre los moldes interno y externo se rellena por precipitación o cristalización mineral, obteniéndose una réplica que conserva la forma externa de la concha original).
- Acumulación: paso a la litosfera (con o sin enterramiento) de elementos producidos biológicamente (entidades acumuladas). La acumulación puede ser in situ o, por deriva necrocinética, a cierta distancia del lugar de producción (en el caso de las conchas de algunos cefalópodos esta distancia puede ser de miles de kilómetros).[8]
- Resedimentación: Mecanismo natural por el que restos previamente acumulados son desplazados horizontalmente antes del enterramiento (entidades resedimentadas).
- Reelaboración: Mecanismo natural por el que elementos previamente enterrados y en proceso de fosilización son exhumados, desplazados y enterrados nuevamente (entidades reelaboradas).

### Dispersión tafonómica
Conceptos relacionados con la dispersión tafonómica respecto a la posición estratigráfica de los fósiles:
- in situ: en su posición estratigráfica. Cuando encontramos un fósil en el estrato en el que estaba conservado, sin que haya sufrido ningún desplazamiento respecto al mismo.
- ex situ: fuera de su posición estratigráfica. Por ejemplo, encontramos un fósil rodado en la ladera de un afloramiento, por lo que no sabemos de qué capa exacta procede, cual era su orientación o posición en la misma, ni su relación con la roca sedimentaria u otros restos fósiles.

Respecto al lugar de producción:
- autóctono: fósil que se encuentra en el lugar o área donde fue producido.
- alóctono: resto o fósil que ha sido transportado desde el lugar o área donde fue producido. Por resedimentación o reelaboración.

Respecto al lugar de vida y reproducción de los organismos productores:
- démico: fósil que se produjo en el lugar o área de vida del organismo productor.
  - eudémico: cuando además se produjo en un lugar o área de vida con reproducción.
  - miodémico: cuando se produjo en un lugar o área de vida sin reproducción debido a biodispersión activa.
  - paradémico: cuando se produjo en un lugar o área de vida sin reproducción debido a biodispersión pasiva.
- adémico: fósil que se produjo fuera del lugar o área de vida del organismo productor.

Así podemos encontrar fósiles de corales en posición de producción que estarían, por tanto, in situ y serían además autóctonos y eudémicos. O, si una concha de un ammonites que, una vez muerto el animal, fue arrastrada por corrientes marinas lejos del área de vida, se enterró, fosilizó y fue exhumada y vuelta a enterrar y encontráramos el fósil rodado en una ladera, tendríamos un ejemplar ex situ (por estar rodado en la ladera) de un fósil alóctono (por reelaboración) y adémico (por deriva necroplanctónica).

### Grados tafonómicos
Los grados tafonómicos representan una clasificación de los restos fósiles a partir de su preservación, como consecuencia de la bioestratinomía. Cuanto mayor es el tiempo de exposición a los agentes bioestratinómicos, especialmente de reelaboración, mayor es el grado tafonómico. De este modo, independientemente de la edad geológica, restos similares que fueron sometidos a condiciones similares, tendrán un grado tafonómico equivalente.

## Aplicaciones
A lo largo del siglo XX, los métodos de análisis tafonómico comenzaron a utilizarse en varios campos de la paleontología (paleobiología, paleo-oceanografía, icnología, bioestratigrafía), así como en arqueología y medicina forense.Más recientemente, a partir de la acumulación del conocimiento de la tafonomía actualista, se encontró que, en condiciones de ausencia de impacto antopogénico los restos acumulados de organismos se parecen mucho a la constitución de las comunidades de las que provienen (alta fidelidad tafonómica) pero, en presencia de impactos recientes eso no es así (se observan diferencias más marcadas entre lo vivo y lo muerto en un mismo lugar). Esto permite identificar impactos por la actividad humana que de otro modo no serían detectables debido a que no existen estudios de muchas comunidades en el pasado reciente.Este abordaje dio lugar a la disciplina paleobiología de la conservación (ver debajo).
Los datos tafonómicos pueden ser útiles para interpretar cuál ha sido la dinámica y el mecanismo de sedimentación-erosión, litificación-cementación, o compactación de unos cuerpos rocosos concretos (y la dinámica reconstruida y el mecanismo propuesto para la formación de dichos cuerpos rocosos serán datos sedimentológicos). Los datos tafonómicos pueden ser útiles para interpretar el orden de superposición de unos estratos concretos o el grado de continuidad de una sucesión estratigráfica (y el orden de superposición interpretado o la continuidad reconstruida serán datos estratigráficos). Usando datos tafonómicos ha sido posible establecer en algunos casos concretos modelos de facies para los cuerpos rocosos (y dichos modelos han servido para realizar reconstrucciones paleogeográficas). Ahora bien, cada una de estas aplicaciones de los conocimientos tafonómicos no es un criterio para afirmar que la Tafonomía es una parte de la Sedimentología, Estratigrafía o Paleogeografía. La conservabilidad es el objeto inicial del análisis tafonómico y es lo que diferencia a las entidades registradas de la materia taxonómicamente indeterminable y lo que hace a la Tafonomía diferente de la Sedimentología. La Tafonomía no puede ser reducida a una mera sedimentología de fósiles. Los datos sedimentológicos, estratigráficos o paleogeográficos pueden llegar a ser necesarios en las interpretaciones tafonómicas pero son insuficientes para explicar los procesos de fosilización.
Otra de las utilidades se desprende de su importancia en los estudios paleoecológicos y el estudio de los parámetros paleoambientales involucrados en la formación de un determinado nivel fosilífero o yacimiento. Realizar el análisis de una cuenca sedimentaria no tiene sentido si no se consideran los aspectos tafonómicos.